# Gastrodia dyeriana
Gastrodia dyeriana är en orkidéart som beskrevs av George King och Robert Pantling. Gastrodia dyeriana ingår i släktet Gastrodia och familjen orkidéer. Inga underarter finns listade i Catalogue of Life.